# Leptotyphlops latirostris
Espèce
Synonymes
- Glauconia latirostris Sternfeld, 1912
- Leptotyphlops conjunctus latirostris (Sternfeld, 1912)

Leptotyphlops latirostris est une espèce de serpents de la famille des Leptotyphlopidae.

## Répartition
Cette espèce se rencontre au Burundi et dans l'est de la République démocratique du Congo entre 700 et 1 000 m d'altitude.

## Publication originale
- Sternfeld, 1912 : IV. Zoologie II. Lfg. Reptilia in Schubotz, 1912 : Wissenschaftliche Ergebnisse der Deutschen Zentral-Afrika Expedition 1907-1908, unter Führung A. Friedrichs, Herzogs zu Mecklenburg. Klinkhard und Biermann, Leipzig, vol. 4, p. 197-279 (texte intégral).